# モフセン・トーキー
モフセン・トーキー（ペルシア語: محسن ترکی モフセン・トルキー、英: Mohsen Torky, 1973年7月11日 - ）はイラン・マシュハド出身のサッカー審判員である。

## 概要
2000年に国内リーグ1部のイランサッカーリーグで主審を務める。2003年にFIFAのライセンスを取得し国際審判員として活動している。母語であるペルシャ語の他に、第二言語として英語を使用できる。2007年にはAFCエリートレフェリーに選出され、以降AFCカップやAFCチャンピオンズリーグで主審を務めている。また、首都テヘランを本拠地とするエステグラルFCとペルセポリスFCが対戦し、国内最大のスタジアムであるアザディ・スタジアムが超満員になり盛り上がることで知られるテヘランダービーにおいて、2009年にイラン人で初めて主審を務めた。
サッカー日本代表の試合では、2005年3月30日にAFCアジアカップ2011予選の香港戦で副審を務めている 他、AFCアジアカップ2011グループリーグのシリア戦において主審を務めている。この試合では、途中長谷部誠からのバックパスをGKの川島永嗣がクリアしたボールを今野泰幸と競り合ったシリア人選手が前方にいたシリア代表のFWに向けてパスを送り、このボールに対して後方に誰もいない状態で川島がシリア代表FWへチャージを行った。この時点で副審はオフサイドと判定したにもかかわらず、モフセンは今野のバックパスであると判定し副審の判断を却下、川島にはレッドカードを提示し、PKを宣告している。この判断に関しては日本国内でも大きな反響を呼び、試合後の会見では日本代表監督のアルベルト・ザッケローニが判定に関して疑問を呈している。